# Sphecodes gibbus
Sphecodes gibbus (лат.) — вид одиночных пчёл из рода Sphecodes (триба Halictini, семейство Halictidae).

## Распространение
Северная Евразия. Южная и центральная Европа. Индия, Казахстан, Россия (на восток до Якутии), Монголия, Турция, Израиль, Пакистан, Китай, Центральная Азия, Северная Африка.

## Описание
Длина тела самок 7,0—15,0 мм (самцы 7,0—14,0 мм). Общая окраска головы и груди чёрная; брюшко в основном желтовато-красное (T1-T3). Отличается от близких видов крупным вертексом головы самок и более развитыми тилоидами самцов. Слабоопушенные насекомые, тело почти голое. Самцы: клипеус чёрный, лицо с белым опушением ниже усиковых торули, вентральная поверхность члеников жгутика обычно несёт отчётливую зону сенсилл (тилоиды). Самки: лабрум с широким апикальным выступом без продольного валика; метабазитибиальная пластинка отсутствует; задние голени без корзиночки. Клептопаразиты других видов пчёл, в том числе, Halictus, Halictus quadricinctus, H. rubicundus, H. sexcintus, H. simplex, H. maculatus, Lasioglossum malachurum, Andrena vaga и Colletes cunicularius. Имаго полилекты, встречаются на цветках растений из семейств Asteraceae и Apiaceae.